# عنبسة بن إسحاق
عنبسة بن إسحاق بن شمر بن عبيد، من بني حنبل بن بحالة الضبي ويقال له الأمير أبو حاتم أو أبو جابر، من أهل البصرة. ولاه المأمون امرة الرقة مدة. ثم ولاه المنتصر مصر سنة 238 هـ فقدمها وحمدت سيرته. وصرف عنها سنة 242 هـ فعاد إلى العراق سنة 244 هـ فتوفى فيها.قيل أنه كان خارجياً، يتظاهر بذلك، ولما ولى مصر انصف الناس غاية الانصاف.
وقال ابن حزم: «لم يل مصر لبني العباس مثله، كان من اعدل الناس، يهتم بمذهب الخوارج لشدة عدله وتحريه للحق، وهو اخر عربي ولي مصر، واخر امير صلى بالناس وخطب»